# Gunnar G:son Wennerberg
Gunnar Gunnarsson Wennerberg, född 17 december 1863 i Skara, död 24 april 1914 i Paris, var en svensk konsthantverkare, målare, tecknare och grafiker.

## Biografi
Han var son till ecklesiastikministern Gunnar Wennerberg och grevinnan Hedvig Sofia Cronstedt samt brorson till Brynolf Wennerberg den äldre och morbror till Amelie Posse. Efter studentexamen och några års juridiska studier i Uppsala studerade han konst för Léon Bonnat och Henri Gervex i Paris från 1886 och medverkade där i en utställning där han 1889 erhöll "mention honorable" för blomstermålningar. Hans konst bestod till en början av blomstermotiv utförda i pastell eller olja. Han anlitades av Gustavsbergs porslinfabrik 1895 som formgivare och ledare för dess konstgodsateljé. Hans föremål var framträdande i fabrikens kollektioner på olika konst- och industriutställningar. Jämte Alf Wallander, som samtidigt anlitats av Rörstrands Porslinsfabrik, var Wennerberg instrumental i att introducera jugendstilen i svensk porslinsindustri. Han var från 1902 också anställd som lärare i mönsterteckning vid Tekniska skolan. Därtill formgav han överfångsglas för Kosta glasbruk 1898–1904 och gobelänger för Licium. 1908 lämnade han Sverige och bosatte sig i Paris, där han var verksam fram till sin död. I Paris utförde han ett par ritningar för Sèvres, målade tavlor, och svarade bland annat för den dekorativa inredningen på slottet Les Bouleaux vid Chantilly på uppdrag av sin mecenat – och med all sannolikhet också sin älskare, den förmögne författaren och konstkritikern Henri Amic.      

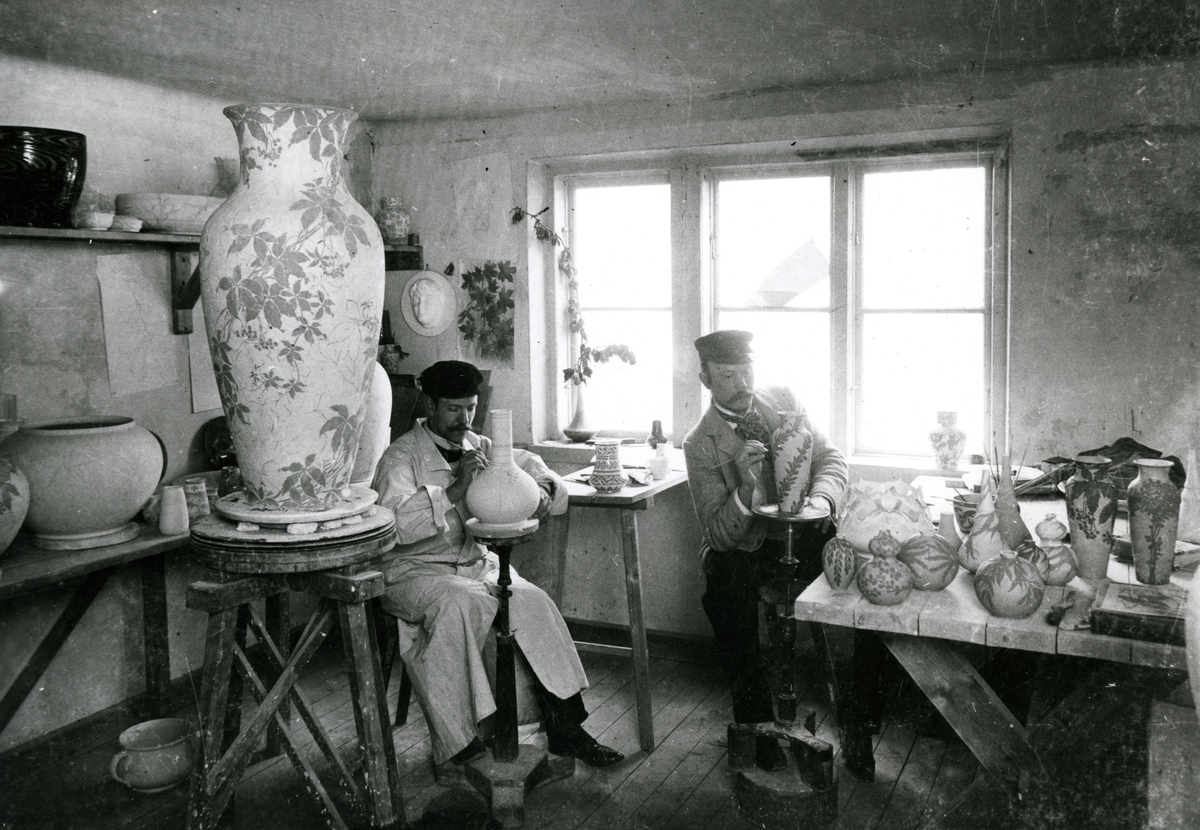
Gunnar Wennerberg med sin elev, Josef Ekberg, i Gustavsbergs porslinfabriks verkstad.

Separat ställde han ut på Nationalmuseum 1908 och på Galeries Devambez i Paris 1911. Tillsammans med Per Ekström genomförde Wennerberg 1891 en utställning i Stockholm bestående av blomstermålningar i olja och pastell och han medverkade i samlingsutställningar arrangerade av Svenska konstnärernas förening i Stockholm sedan början av 1890-talet samt världsutställningen i Paris 1900. Förutom målningar, keramik och glas arbetade Wennerberg även med mönsterformgivning för textila föremål och förlagor för vävda tapeter samt mönster för broderier. För Handarbetets vänner och Licium skapade han ett flertal förlagor för haute-lissevävnader samt förlagor till bokband. 
Wennerberg är representerad vid Nationalmuseum, Hallwylska museet i Stockholm, Uppsala universitetsbibliotek, Örebro läns museum Prins Eugens Waldemarsudde, Smålands museum i Växjö, Nordiska museet, Vänersborgs museum och Musée des Arts Décoratifs i Paris.